# Пендер (округ, Північна Кароліна)
Шаблон:StateAbbr_ 34°31′ пн. ш. 77°53′ зх. д. / 34.51° пн. ш. 77.89° зх. д.
Округ  Пендер (англ. Pender County) — округ (графство) у штаті  Північна Кароліна, США. Ідентифікатор округу 37141.

## Історія
Округ утворений 1875 року.

## Демографія
За даними перепису 
2000 року 
загальне населення округу становило 41082 осіб, зокрема міського населення було 3212, а сільського — 37870.
Серед мешканців округу чоловіків було 20663, а жінок — 20419. В окрузі було 16054 домогосподарства, 11712 родин, які мешкали в 20798 будинках.
Середній розмір родини становив 2,9.
Віковий розподіл населення поданий у таблиці:
| Стать    | До 15 років | 15-21 | 22-29 | 30-39 | 40-49 | 50-65 | 65-85 | Понад 85 |
| -------- | ----------- | ----- | ----- | ----- | ----- | ----- | ----- | -------- |
| Чоловіки | 4085        | 1759  | 2087  | 3188  | 3222  | 3732  | 2478  | 112      |
| Жінки    | 3858        | 1554  | 1772  | 3029  | 3173  | 3843  | 2838  | 352      |

## Суміжні округи
- Даплін — північ
- Онслов — північний схід
- Нью-Гановер — південь
- Брансвік — південь
- Колумбус — південний захід
- Блейден — захід
- Сампсон — північний захід

## Виноски
1. ↑  U.S. Decennial Census. United States Census Bureau. Процитовано 18 січня 2015.
2. ↑  Historical Census Browser. University of Virginia Library. Архів оригіналу за 11 серпня 2012. Процитовано 18 січня 2015.
3. ↑  Forstall, Richard L., ред. (27 березня 1995). Population of Counties by Decennial Census: 1900 to 1990. United States Census Bureau. Процитовано 18 січня 2015.
4. ↑  Census 2000 PHC-T-4. Ranking Tables for Counties: 1990 and 2000 (PDF). United States Census Bureau. 2 квітня 2001. Процитовано 18 січня 2015.
5. ↑  State & County QuickFacts. United States Census Bureau. Архів оригіналу за 7 червня 2011. Процитовано 29 жовтня 2013.(англ.) Наведено за англійською вікіпедією.
6. ↑  American FactFinder. Бюро перепису населення США. Архів оригіналу за 26 лютого 2012. Процитовано 31 січня 2008.

| США | Це незавершена стаття з географії США. Ви можете допомогти проєкту, виправивши або дописавши її. |